# Campionati europei di ciclismo su pista 2024
I Campionati europei di ciclismo su pista 2024 si sono svolti ad Apeldoorn, nei Paesi Bassi, dal 10 al 14 gennaio 2024.

## Programma

### Legenda
|   | Competizioni |
| F | Finale       |
| P | Pomeriggio   |
| S | Sera         |

| Data →                   | 10 | 10    | 11 | 11 | 12           | 12 | 13     | 13     | 14    | 14    |
| Evento ↓                 | P  | S     | P  | S  | P            | S  | P      | S      | P     | S     |
| ------------------------ | -- | ----- | -- | -- | ------------ | -- | ------ | ------ | ----- | ----- |
| Chilometro a cronometro  |    |       | Q  | F  |              |    |        |        |       |       |
| Keirin                   |    |       |    |    |              |    |        |        | R1, R | R2, F |
| Velocità                 |    |       |    |    | Q, 1/16, 1/8 | QF |        | SF, F  |       |       |
| Velocità a squadre       | Q  | R1, F |    |    |              |    |        |        |       |       |
| Inseguimento individuale |    |       |    |    | Q            | F  |        |        |       |       |
| Inseguimento a squadre   | Q  |       | R1 | F  |              |    |        |        |       |       |
| Corsa a punti            |    |       |    | F  |              |    |        |        |       |       |
| Americana                |    |       |    |    |              |    |        |        | Q     | F     |
| Scratch                  |    |       |    |    | Q            | F  |        |        |       |       |
| Omnium                   |    |       |    |    |              |    | SC, TR | GE, CP |       |       |
| Corsa a eliminazione     |    | F     |    |    |              |    |        |        |       |       |

| Data →                   | 10 | 10    | 11          | 11 | 12        | 12     | 13 | 13 | 14    | 14    |
| Evento ↓                 | P  | S     | P           | S  | P         | S      | P  | S  | P     | S     |
| ------------------------ | -- | ----- | ----------- | -- | --------- | ------ | -- | -- | ----- | ----- |
| 500 metri a cronometro   |    |       |             |    |           |        | Q  | F  |       |       |
| Keirin                   |    |       |             |    |           |        |    |    | R1, R | R2, F |
| Velocità                 |    |       | Q,1/16, 1/8 | QF |           | SF, F  |    |    |       |       |
| Velocità a squadre       | Q  | R1, F |             |    |           |        |    |    |       |       |
| Inseguimento individuale |    |       |             |    |           |        | Q  | F  |       |       |
| Inseguimento a squadre   | Q  |       | R1          | F  |           |        |    |    |       |       |
| Corsa a punti            |    |       |             |    |           |        | Q  | F  |       |       |
| Americana                |    |       |             |    |           |        |    |    | Q     | F     |
| Scratch                  |    | F     |             |    |           |        |    |    |       |       |
| Omnium                   |    |       |             |    | Q, SC, TR | GE, CP |    |    |       |       |
| Corsa a eliminazione     |    |       |             | F  |           |        |    |    |       |       |

## Medagliere
| Pos. | Paese       | Oro | Argento | Bronzo | Totale |
| ---- | ----------- | --- | ------- | ------ | ------ |
| 1    | Regno Unito | 6   | 6       | 2      | 14     |
| 2    | Germania    | 3   | 3       | 3      | 9      |
| 3    | Paesi Bassi | 3   | 1       | 2      | 6      |
| 4    | Francia     | 2   | 3       | 3      | 8      |
| 5    | Danimarca   | 2   | 2       | 3      | 7      |
| 6    | Belgio      | 2   | 2       | 2      | 6      |
| 7    | Italia      | 2   | 0       | 4      | 6      |
| 8    | Norvegia    | 1   | 1       | 0      | 2      |
| 9    | Portogallo  | 1   | 1       | 0      | 2      |
| 10   | Polonia     | 0   | 2       | 1      | 3      |

## Sommario degli eventi
| Eventi                            | Oro                                                                                | Prestazione      | Argento                                                                                       | Prestazione        | Bronzo                                                                                   | Prestazione       |
| Uomini                            |                                                                                    |                  |                                                                                               |                    |                                                                                          |                   |
| Chilometro a cronometro dettagli  | Matteo Bianchi                                                                     | 1'00"272         | Daan Kool                                                                                     | 1'00"414           | Melvin Landerneau                                                                        | 1'00"472          |
| Keirin dettagli                   | Harrie Lavreysen                                                                   | Harrie Lavreysen | Mateusz Rudyk                                                                                 | Mateusz Rudyk      | Stefano Moro                                                                             | Stefano Moro      |
| Velocità dettagli                 | Harrie Lavreysen                                                                   | Harrie Lavreysen | Mateusz Rudyk                                                                                 | Mateusz Rudyk      | Mikhail Yakovlev                                                                         | Mikhail Yakovlev  |
| Velocità a squadre dettagli       | Paesi Bassi Jeffrey Hoogland Harrie Lavreysen Roy van den Berg Tijmen van Loon     | 41"958           | Francia Florian Grengbo Rayan Helal Sébastien Vigier                                          | 42"718             | Polonia Daniel Rochna Mateusz Rudyk Rafał Sarnecki Maciej Bielecki                       | 43"177            |
| Inseguimento individuale dettagli | Daniel Bigham                                                                      | 4'05"783         | Charlie Tanfield                                                                              | 4'07"777           | Rasmus Pedersen                                                                          | 4'10"119          |
| Inseguimento a squadre dettagli   | Gran Bretagna Daniel Bigham Ethan Hayter Charlie Tanfield Ethan Vernon Oliver Wood | 3'45"218         | Danimarca Carl-Frederik Bévort Tobias Hansen Niklas Larsen Rasmus Pedersen Frederik Rodenberg | 3'46"372           | Italia Davide Boscaro Simone Consonni Francesco Lamon Jonathan Milan                     |                   |
| Corsa a punti dettagli            | Niklas Larsen                                                                      | 66 pt.           | Sebastián Mora                                                                                | 58 pt.             | Oscar Nilsson-Julien                                                                     | 45 pt.            |
| Americana dettagli                | Germania Roger Kluge Theo Reinhardt                                                | 64 pt.           | Francia Thomas Boudat Donavan Grondin                                                         | 60 pt.             | Danimarca Michael Mørkøv Theodor Storm                                                   | 50 pt.            |
| Scratch dettagli                  | Iúri Leitão                                                                        | Iúri Leitão      | Tim Wafler                                                                                    | Tim Wafler         | Tobias Hansen                                                                            | Tobias Hansen     |
| Omnium dettagli                   | Ethan Hayter                                                                       | 121 pt.          | Niklas Larsen                                                                                 | 121 pt.            | Fabio Van den Bossche                                                                    | 118 pt.           |
| Corsa a eliminazione dettagli     | Tobias Hansen                                                                      | Tobias Hansen    | William Tidball                                                                               | William Tidball    | Jules Hesters                                                                            | Jules Hesters     |
| Donne                             |                                                                                    |                  |                                                                                               |                    |                                                                                          |                   |
| 500 metri a cronometro dettagli   | Katy Marchant                                                                      | 33"319           | Taky Marie-Divine Kouamé                                                                      | 33"356             | Pauline Grabosch                                                                         | 33"444            |
| Keirin dettagli                   | Lea Friedrich                                                                      | Lea Friedrich    | Emma Finucane                                                                                 | Emma Finucane      | Hetty van de Wouw                                                                        | Hetty van de Wouw |
| Velocità dettagli                 | Emma Finucane                                                                      | Emma Finucane    | Lea Friedrich                                                                                 | Lea Friedrich      | Emma Hinze                                                                               | Emma Hinze        |
| Velocità a squadre dettagli       | Germania Lea Friedrich Pauline Grabosch Emma Hinze                                 | 45"899           | Regno Unito Sophie Capewell Emma Finucane Katy Marchant Lowri Thomas                          | 46"151             | Paesi Bassi Kyra Lamberink Hetty van de Wouw Steffie van der Peet                        |                   |
| Inseguimento individuale dettagli | Josie Knight                                                                       | 3'22"816         | Franziska Brauße                                                                              | 3'22"819           | Anna Morris                                                                              | 3'22"934          |
| Inseguimento a squadre dettagli   | Italia Elisa Balsamo Martina Fidanza Vittoria Guazzini Letizia Paternoster         | 4'12"551         | Gran Bretagna Megan Barker Josie Knight Anna Morris Jessica Roberts Neah Evans                | 4'15"950           | Germania Franziska Brauße Lisa Klein Lena Charlotte Reißner Laura Süßemilch Mieke Kröger |                   |
| Corsa a punti dettagli            | Lotte Kopecky                                                                      | 24 pt.           | Anita Stenberg                                                                                | 19 pt.             | Jarmila Machačová                                                                        | 18 pt.            |
| Americana dettagli                | Francia Valentine Fortin Marion Borras                                             | 50 pt.           | Belgio Katrijn De Clercq Lotte Kopecky                                                        | 41 pt.             | Italia Elisa Balsamo Vittoria Guazzini                                                   | 28 pt.            |
| Scratch dettagli                  | Clara Copponi                                                                      | Clara Copponi    | Lani Wittevrongel                                                                             | Lani Wittevrongel  | Martina Fidanza                                                                          | Martina Fidanza   |
| Omnium dettagli                   | Anita Stenberg                                                                     | 142 pt.          | Neah Evans                                                                                    | 136 pt.            | Valentine Fortin                                                                         | 131 pt.           |
| Corsa a eliminazione dettagli     | Lotte Kopecky                                                                      | Lotte Kopecky    | Lea Lin Teutenberg                                                                            | Lea Lin Teutenberg | Jessica Roberts                                                                          | Jessica Roberts   |